# عدنان سارايلتش
عدنان سارايلتش هو لاعب كرة قدم بوسني في مركز الوسط، ولد في 6 يناير 1981 في توزلا في البوسنة والهرسك. شارك مع منتخب البوسنة والهرسك تحت 21 سنة لكرة القدم. أما مع النوادي، فقد لعب مع نادي سلوبودا توزلا ونادي غوريتسا.